# Manská libra
Manská libra je platidlem Ostrova Man, který má v rámci Spojeného království status britské korunní závislé území. To znamená, že je ve vlastnictví Britské koruny, ale není formální součástí Spojeného království.
Manská libra nemá vlastní ISO 4217 kód, je jen lokální variantou zákonného platidla celého království – libry šterlinků – ta má kód GBP. Manská libra je tedy pevně navázána na britskou libru v poměru 1:1. Jedna setina libry se nazývá pence. Stejné postavení jako manská libra mají i jerseyská libra a guernseyská libra.
Ostrov Man vydává vlastní mince i bankovky. Existence odlišných motivů na bankovkách a mincích manské libry dokazuje vysoký stupeň volného svazku mezi ostrovem a královstvím a podporuje národní uvědomění na ostrově. Mince i bankovky jsou směnitelné se všemi ostatním variantami libry šterlinků.

## Mince a bankovky
Mince manské libry mají hodnoty  1, 2, 5, 10, 20 a 50 pencí, dále 1, 2 a 5 liber. 
Bankovky jsou tištěny v hodnotách 1, 5, 10, 20, 50 liber.